# Bhusawar
Bhusawar è una suddivisione dell'India, classificata come municipality, di 17.714 abitanti, situata nel distretto di Bharatpur, nello stato federato del Rajasthan. In base al numero di abitanti la città rientra nella classe IV (da 10.000 a 19.999 persone).

## Geografia fisica
La città è situata a 27° 02' 46 N e 77° 03' 18 E.

## Società

### Evoluzione demografica
Al censimento del 2001 la popolazione di Bhusawar assommava a 17.714 persone, delle quali 8.912 maschi e 8.802 femmine. I bambini di età inferiore o uguale ai sei anni assommavano a 2.979, dei quali 1.578 maschi e 1.401 femmine. Infine, coloro che erano in grado di saper almeno leggere e scrivere erano 11.216, dei quali 6.663 maschi e 4.553 femmine.